# James Schmidt
James Schmidt (født Lual Yai Fayin Lual 1992 i Sudan) efter navneændring Cornelius Bach, er en sudanesiskfødt dansk seriemorder og voldtægtsforbryder. I 2011 blev han i Københavns Byret dømt for voldtægt af en 14-årig pige i Holbæk, ligesom han blev fundet skyldig i drabsforsøg og voldtægtsforsøg på en af sin mors veninder. Både byretten og senere Østre Landsret idømte ham forvaring på ubestemt tid. På det tidspunkt var han den yngste nogensinde til at blive idømt tidsubestemt forvaring. I 2012 omgjorde Højesteret afgørelsen og idømte ham i stedet 7 års fængsel.
Den 26. marts 2021 blev han idømt fængsel på livstid for rovmord på 82-årige Eva Hoffmeister, 80-årige Peter Jensen Olsen og 81-årige Inez Hasselblad i hver deres lejlighed i et boligkompleks på Østerbro i København. Året forinden var han idømt fængsel på livstid i Københavns Byret, hvor han dog blev frifundet for drabet på Hoffmeister og kun dømt for drab på Olsen og Hasselblad. I landsretten fandt to juridiske dommere og otte nævninge, at der også var beviser for drabet på 82-årige Eva Hoffmeister.